# دريس صلب
الدِّرِّيس الصلب أو الديرس الصلب (الاسم العلمي: Derris robusta)، هو نبات ينتمي إلى بقولية (فصيلة: Fabaceae).